# Myers Brothers 250 1964
Myers Brothers 250 1964 var ett stockcarlopp ingående i Nascar Grand National Series (nuvarande Nascar Cup Series) som kördes 22 augusti 1964 på den 0,250 mile (402,3 meter) långa ovalbanan Bowman Gray Stadium i Winston-Salem i North Carolina. Totalt avverkades 62,5 miles (100,584 km) fördelat på 250 varv. Banunderlaget var asfalt. Loppet vanns av Junior Johnson i en Ford på tiden 1:11.11 körande för Banjo Matthews.Johnsons snitthastighet var 70,051 mph. Han var vid målgång ensam förare på ledarvarvet, ett varv före tvåan Richard Petty. Prispotten uppgick till 4 740 dollar, varav 1 000 dollar gick till segraren.
Loppet är uppkallat efter dom bägge racerförarna Bobby Myers som omkom i en krasch på Darlington Raceway 2 september 1957 och hans äldre bror Billy Myers som dog i en hjärtinfarkt under ett lopp på Bowman Gray Stadium 12 april 1958.

## Resultat
| Plc     | Nr | Förare          | Team/ bilägare       | Konstruktör | Start | Varv | Ledda varv |
| ------- | -- | --------------- | -------------------- | ----------- | ----- | ---- | ---------- |
| 1       | 27 | Junior Johnson  | Banjo Matthews       | Ford        | 1     | 250  | 250        |
| 2       | 43 | Richard Petty   | Petty Enterprises    | Plymouth    | 2     | 249  | 0          |
| 3       | 11 | Ned Jarrett     | Bondy Long           | Ford        | 3     | 249  | 0          |
| 4       | 6  | David Pearson   | Owens Racing         | Dodge       | 6     | 245  | 0          |
| 5       | 2  | Fred Harb       | Cliff Stewart Racing | Pontiac     | 7     | 240  | 0          |
| 6       | 36 | Larry Thomas    | Wade Younts          | Dodge       | 9     | 239  | 0          |
| 7       | 72 | Doug Yates      | Doug Yates           | Plymouth    | 10    | 239  | 0          |
| 8       | 60 | Doug Cooper     | Bob Cooper           | Ford        | 8     | 233  | 0          |
| 9       | 02 | Curtis Crider   | Curtis Crider        | Mercury     | 11    | 231  | 0          |
| 10      | 88 | Neil Castles    | Buck Baker Racing    | Chrysler    | 13    | 228  | 0          |
| 11      | 9  | Roy Tyner       | Roy Tyner            | Chevrolet   | 17    | 218  | 0          |
| 12      | 32 | Jack Anderson   | Dave Kent            | Ford        | 12    | 216  | 0          |
| 13      | 61 | Jim Dimeo       | Bob Cooper           | Pontiac     | 21    | 193  | 0          |
| 14      | 99 | Gene Hobby      | Barney Humphries     | Dodge       | 16    | 191  | 0          |
| 15      | 01 | Chuck Huckabee  | Curtis Crider        | Mercury     | 22    | 179  | 0          |
| 16      | 54 | Jimmy Pardue    | Burton-Robinson      | Plymouth    | 5     | 171  | 0          |
| 17      | 49 | Doug Moore      | GC Spencer Racing    | Chevrolet   | 14    | 149  | 0          |
| 18      | 34 | Wendell Scott   | Scott Racing         | Ford        | 23    | 119  | 0          |
| 19      | 21 | Glen Wood       | Wood Brothers Racing | Ford        | 4     | 106  | 0          |
| 20      | 20 | Mark Hurley     | Jack Anderson        | Ford        | 19    | 99   | 0          |
| 21      | 97 | Bill Whitley    | Ray Osborne          | Chevrolet   | 15    | 98   | 0          |
| 22      | 52 | E.J. Trivette   | Jess Potter          | Chevrolet   | 20    | 82   | 0          |
| 23      | 78 | Buddy Arrington | Arrington Racing     | Dodge       | 18    | 52   | 0          |
| 24      | 55 | Earl Brooks     | Scott Racing         | Chevrolet   | 24    | 49   | 0          |
| Källor: |    |                 |                      |             |       |      |            |